# Ízbor
Ízbor es una localidad española perteneciente al municipio de El Pinar, en la provincia de Granada, comunidad autónoma de Andalucía. Está situada en la parte suroriental de la comarca del Valle de Lecrín. Cerca de esta localidad se encuentran los núcleos de Acebuches, Peloteos, Béznar, Pinos del Valle y Lanjarón.

## Toponimia
Ízbor ha experimentado cambios en su denominación a lo largo del tiempo, siendo antiguamente conocido como Yzbur e Ysbor. La pronunciación de esta localidad en el dialecto local ha evolucionado hasta derivar en "Irfos", mientras que sus habitantes se autodenominan "irforeños" o "irforeñas".
(I) Sobre este lugar nos dice D. Pascual Madoz:
"ISBOR ó ISBOL... carece de casa capitular, reuniéndose el ayunt. para celebrar sus sesiones en la del alc., asi como de fuentes dentro de la pobl., por lo que se surte el vecindario para beber y demás usos de un manantial próximo a ella...".
Este autor al referirse a Isbor o Isbol, está nombrando a la hoy Ízbor, en la prov. de Granada. Izvor en búlgaro, ruso, serbo-croata, etc. significa *manantial. En la traducción francesa de Plinio se añade un dato interesante sobre la etimología eslava:
“... Gor en eslavo o celto-escyta moderno significa montaña...”.
Escytas y thracios hubieron de tener lazos consanguíneos, y desde Thracia hasta Iberia o Hispania invadieron la práctica totalidad de Europa; una de las mayores referencias thracias ha quedado legada en textos transmitidos durante siglos por griegos y romanos, la designación briga, bria, etc., con valores etimológicos prácticamente comunes; el imprescindible geógrafo Estrabón, viene a decir:
“... bria significa ciudad en tracio...”.
El Canónigo Franciscus Tarapha opta por el controvertido BRYGUS (descendiente de Noé), que reinó en España hacia el 1819 antes de Cristo (según Eusebio), y al que hace fundador de numerosas ciudadelas; a continuación dice que Bryga en español antiguo, Bria en Thracio y Burg en germano tienen el significado de ciudad, y entre las enumeradas por toda la península ibérica, nombra en la Bética o Andalucía a Arcobriga o Arcos [de la Frontera].
En palabras del filólogo Sr. Corominas:
"... la palabra bien conocida en celta antiguo BRĬGA, conservada en muchos nombres de lugar hispánicos (Conimbriga, Segobriga, Alpobriga, Añuébrega, etc.), que, a juzgar por sus descendientes, irl. ant. bri (breg), galés y bret. bre, significaron ‘monte, cerro’, cf. galés bry ‘alto, elevado’".
Si se tiene en cuenta que en lo que abarcaba Thracia en la actualidad predomina la lengua eslava, de dicha lengua se podría determinar:
- Dólar (Ganada), admitiría valor etimológico en el búlgaro *dol, dolina valle y serbo-croata *dol valle. Gor (Granada), El Gor (Almería), Gorafe (Almería), hallarían significado en serbo-croata, esloveno y ruso *gora montaña; o quizá del búlgaro gora montaña || bosque.

- Lucainena (Almería), lo haría en el búlgaro *lŭka valle; cabría observar la posible etimología de procedencia griega lýcena o lýkena, λύκαινα loba.[7] el mismo Madoz en la descripción de Gérgal (próxima a Lucainena de las Torres) expresa como animales dañinos a lobos y zorras.[8]

- Lugros (Granada), trae dos posibles designaciones: del serbo-croata *lug bosque o del ruso *lug prado.

- Palancar (Granada), derivaría del serbo-croata *palanka aldea.

- Polícar (Granada), lo haría en el búlgaro y ruso *pole campo, llanura.

Retrotraer la época en la que hipotéticamente quedó instalada la influencia eslava en Hispania resulta un tanto difícil de probar, si bien la influyente partícula thracia briga consta legada en Polybio en el siglo II a. C. Estilicón fue un general vándalo de confianza del emperador de Occidente Honorio (hijo del emperador nacido en Hispania Teodosio I el Grande); Vandalucia es una denominación —quizá tardía— de Andalucía, región ocupada por vándalos —si bien en el Dictionary English-Persian, editado en el siglo XIX, el término Spain [España] traducido al persa da Andalús—. Curiosamente en Asturias, Galicia, León... se dan otro acopio de topónimos de posible origen eslavo, tales son: Polas (de Laviana, de Lena, de Siero...) quizá, como Polícar, con significado de campo; Grado, del búlgaro, croata y ruso *grad ciudad; Lugo, en similar medida a Lugros bosque o prado; Gradefes, que vendría del serbo-croata y esloveno *gradec castillo. (II)
De (I) a (II) datos tomados del ensayo Vástagos de Hércules I, (pendiente de edición).

## Historia
Ízbor fue un municipio independiente hasta 1976, cuando se fusionó junto con Pinos del Valle en un solo municipio llamado El Pinar, y recayendo la capitalidad municipal en el núcleo pinero. En este pueblo y sus alrededores se pueden encontrar vestigio de las antiguas civilizaciones árabes y romanas que formaron asentamientos en la zona.

## Demografía
| Gráfica de evolución demográfica de Ízbor entre 1842 y 1970 |
| |
| Población de derecho según los censos de población del INE Población de hecho según los censos de población del INEEn 1976 este municipio desaparece porque se agrupa en el municipio El Pinar |